# Langley Research Center

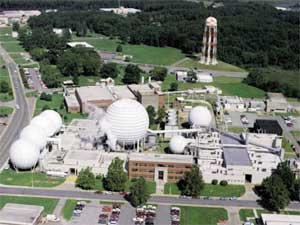
Luchtfoto van het Langley Research Center in 2006.

Het Langley Research Center (LaRC) is het centrum van de NASA voor aeronautisch onderzoek. Het is gevestigd in de Amerikaanse stad Hampton, Virginia, Verenigde Staten.
Het onderzoekscentrum LaRC werd in 1917 opgericht door de National Advisory Committee for Aeronautics. In 1958 diende het LaRC als hoofdkantoor van de Space Task Group, dat thans deel uitmaakt van het Lyndon B. Johnson Space Center.
Thans is Lesa Roe directeur van het Langley Research Center.